# Eskil Dalenius
Eskil Dalenius, född 28 december 1945 i Stockholm, är en svensk tidigare barnskådespelare.

## Biografi
Eskil Dalenius debuterade som Rasmus i radioserien Mästerdetektiven och Rasmus, förlagan till Astrid Lindgrens Kalle Blomkvist och Rasmus, som sändes i lördagsunderhållningen Speldosan säsongen 1952–1953. Dalenius medverkade sedan i tre olika Astrid Lindgren-filmer, som alla också kom att bli radioserier. Trots att hans karaktärer i samtliga fall hette Rasmus, och alla var skapade av Astrid Lindgren, var de ändå olika rollfigurer. Eskil Dalenius spelade också Lillebror i radioserien Lillebror och Karlsson på Taket 1954. Denna serie kom inte att filmas förrän betydligt senare, då Chroma key-tekniken möjliggjorde för Karlsson att flyga.
Dalenius studerade senare medicin och utbildade sig till narkosläkare vid Falu lasarett. År 1989 anställdes han i Försvarsmakten, där han år 2001–2005 var chef för Försvarsmaktens sjukvårdscentrum (FSC). Han gick i pension 2005.
Karin Dalenius, Eskil Dalenius mor, deltog vid inspelningarna som scripta.

## Produktioner

### Radioproduktioner
- 1952 - Trilli-Troll (barnopera av Hans Holewa)
- 1952–1953 - Mästerdetektiven och Rasmus (i Speldosan)
- 1954 - Lillebror och Karlsson på Taket (i Sittinitti)
- 1956 - Rasmus, Pontus och Toker
- 1959 - Luffaren och Rasmus

### Filmografi
- 1952 – Son av Navajo (speaker)
- 1953 – Mästerdetektiven och Rasmus
- 1955 – Luffaren och Rasmus
- 1956 – Rasmus, Pontus och Toker